# Frutigen
Frutigen é uma comuna da Suíça, no Cantão Berna, com cerca de 6.638 habitantes. Estende-se por uma área de 71,8 km², de densidade populacional de 92 hab/km². Confina com as seguintes comunas: Adelboden, Diemtigen, Kandergrund, Kandersteg, Reichenbach im Kandertal.
A língua oficial nesta comuna é o Alemão.